# Suisse.ing
Die suisse.ing – Schweizerische Vereinigung Beratender Ingenieurunternehmungen (fr. suisse.ing – L’Union suisse des sociétés d’ingénieurs-conseils, it. suisse.ing – Unione Svizzera degli Studi Consulenti di Ingegneria) ist der Arbeitgeberverband der Schweizer Planerunternehmen. Darin sind Bau-, Elektro-, Gebäudetechnikingenieure wie auch Geologen vertreten. Sie vertritt die patronalen Interessen der Planerbranche im Umfeld von Wirtschaft, Politik, Gesellschaft und Umwelt und fördert die öffentliche Akzeptanz technischer Vorhaben.

## Aufgaben und Ziele
Der Verband vertritt als Lobbyorganisation die berufspolitischen und wirtschaftlichen Interessen seiner Mitglieder.
Dies geschieht insbesondere durch:
- Information der Öffentlichkeit über den Sinn und Wert unabhängiger Beratung und Planung auf den Gebieten des Ingenieurwesens.[1][2][3]
- Förderung einer unabhängigen Beratung und Planung unter Berücksichtigung der Belange der Umwelt und der Lebensqualität.
- Information und Einwirkung bei politischen Entscheidungen.
- Förderung der Aus- und Weiterbildung im gesamten Ingenieurbereich und der Verankerung des Berufsbildes[1][2][3]
- Förderung des beruflichen Erfahrungsaustauschs.
- Die Beratung der Verbandsmitglieder als Arbeitgeber und unabhängige, freiberufliche Unternehmer.
- Führen einer Berufs-Haftpflichtversicherung für die Mitglieder

## Mitglieder
Die suisse.ing vereint Unternehmungen, die unabhängig im Projektierungs- und Beratungssektor tätig sind (sämtliche Gebiete des Ingenieurwesens oder auf anderen technisch, technisch-wirtschaftlichen oder naturwissenschaftlichen Gebieten). Die Mitglieder sind in allen baurelevanten Bereichen tätig (Raumplanung, Geologie, Vermessung, Umweltingenieurwissenschaften, Bauingenieurwesen, Gebäudetechnik, Elektroplanung).
Die 422 Mitgliedsunternehmen von suisse.ing  mit über 14 600 Mitarbeitenden erzielen Die Mitglieder generieren einen jährlichen Honorarumsatz von über 2.5 Mia. Franken (Stand 2023). Sie müssen durch mindestens einen persönlichen Vertreter repräsentiert werden, der als Alleininhaber, Gesellschafter oder Geschäftsführer tätig ist. Eine Einzelmitgliedschaft ist nicht möglich (ausser für ehemalige Mitglieder der Vorgänger-Vereinigung ASIC).

## Sitz der Vereinigung
Die Geschäftsstelle befindet sich in Bern.

## Untergruppierungen

### Regionale Gruppen
Suisse.ing hat selbstständige Regionalgruppen in den folgenden Regionen und Kantonen (in alphabetischer Reihenfolge):
- Aargau
- Basel
- Bern
- Freiburg
- Genf
- Innerschweiz
- Neuenburg / Jura
- Ostschweiz
- Solothurn
- Südostschweiz
- Tessin
- Waadt
- Wallis
- Zürich

### Fachgruppen
- Arbeitsgruppe Bildung
- Arbeitsgruppe Vergabe
- Arbeitsgruppe PR
- Arbeitsgruppe Export
- Arbeitsgruppe Wirtschaft & Technologie
- Fachgruppe Energie & Umwelt
- Fachgruppe Mobilität & Infrastruktur

## Geschichte
Suisse.ing (ehemals USIC) entstand aus dem Verein ASIC (Association Suisse des Ingénieurs-Conseils). Die ASIC wurde 1912 in Lausanne gegründet. 1997 fusionierten die ASIC und die USSI (Verband der grösseren Ingenieurbüros) unter gleichzeitiger Namensänderung zu USIC. Zudem wurden die Statuten geändert (Wechsel von der persönlichen zur Firmenmitgliedschaft). Im Jahre 2000 erfolgte die Fusion mit dem SBHI, dem Verband der Gebäudetechnikingenieurbüros. 2006 erfolgte die Gründung der Stiftung bilding zur gezielten Nachwuchsförderung.
2012 feierte die usic ihr 100-jähriges Bestehen. Im November 2022 beschlossen die Verbandsmitglieder die Umbenennung zu »suisse.ing«, gültig ab 1. Januar 2023.
Präsident suisse.ing
- 2022–2026: Andrea Galli, Grono

Präsidenten USIC
- 2018–2022: Bernhard Berger, Basel
- 2014–2018: Heinz Marti, Zürich
- 2010–2014: Alfred Squaratti, Sion
- 2006–2010: Flavio Casanova, Basel
- 2002–2006: Hans Abicht, Zug
- 2000–2002: Daniel Lavanchy, Lausanne
- 1997–2000: Carlo Galmarini, Zürich

Präsidenten ASIC
- 1997–1999: Carlo Galmarini, Zürich
- 1995–1997: Roberto Bernardoni, Lugano
- 1993–1995: Auguste Barras, Bulle
- 1991–1993: Rudolf Gisi, Basel
- 1989–1991: Jean-Pierre Weber, Bern
- 1987–1989: Peter Wiedemann, Zürich
- 1984–1987: Hans Birrer, Luzern
- 1982–1984: Jean A. Perrochon, Bern
- 1978–1982: Bernard Clément, Freiburg
- 1976–1978: Frédéric Matter, Lausanne
- 1971–1976: Albert Schönholzer, Spiez
- 1968–1971: Emil Schubiger, Zürich
- 1964–1968: Augusto Rima, Locarno
- 1960–1964: Alfred Jaggi, Basel
- 1955–1960: Albert Eigenmann, Davos
- 1953–1955: Edmond Pingeon, Genf
- 1950–1953: Paul Kipfer, Bern
- 1946–1949: Walter Gröbli, Zürich
- 1944–1945: Herman Meier, Zürich
- 1942–1943: Hans Blattner, Zürich
- 1938–1941: Robert A. Naef, Zürich
- 1934–1937: Hans W. Schuler, Zürich
- 1931–1933: Lazar Flesch, Lausanne
- 1927–1930: Walter Wyssling, Wädenswil
- 1925–1926: Willy Schreck, Bern
- 1921–1924: Jakob Büchi, Zürich
- 1919–1920: Emil Chavannes, Lausanne
- 1916–1918: Herbert W. Hall, Zürich
- 1913–1915: René Neeser, Lausanne

## Mitgliedschaften
Suisse.ing ist unter anderem Mitglied von
- FIDIC (Internationale Vereinigung Beratender Ingenieurunternehmungen)
- EFCA (Europäische Vereinigung Beratender Ingenieurunternehmungen)
- bauenschweiz (Dachorganisation der Schweizer Bauwirtschaft)
- economiesuisse (Verband der Schweizerischen Unternehmen)
- SATW (Schweizerischer Verband der technischen Wissenschaften)
- REG (Schweizerisches Register der Fachleute des Ingenieurwesens, der Architektur, der Umwelt)
- SVOEB (Schweiz. Vereinigung für öffentliches Beschaffungswesen)
- AföB (Allianz für ein fortschrittliches öffentliches Beschaffungswesen)

## Veröffentlichungen
Der Verband publiziert 3-mal jährlich die Zeitschrift usic news sowie weitere Publikationen und Dokumentationen.